# Estádio da Tapadinha
Das Estádio da Tapadinha ist ein Fußballstadion im Stadtteil Alcântara der portugiesischen Hauptstadt Lissabon. Es ist die Heimspielstätte des Fußballvereins Atlético CP. Es liegt am nördlichen Brückenkopf der Ponte 25 de Abril. Die Kapazität des Stadions betrug ursprünglich 10.000 Zuschauer, ist aber aufgrund der Schließung einer Tribüne derzeit auf 4000 Zuschauer reduziert.

## Geschichte
Bereits vor dem Bau des Stadions diente der Campo da Tapadinha als Fußballfeld. Am 27. Juni 1926 wurde der Campo mit dem Spiel Carcavelinhos FC gegen Sporting Lissabon (3:4) eingeweiht. Drei Jahre nach der Fusion von União Lissabon und Carcavelinhos FC zum Atlético CP wurde das Feld 1945 zu einem Stadion umgebaut. Für die damalige Zeit besonders wurde ein Rasen als Spielfeld angelegt. Nach dem Umbau wurde es am 23. September 1945 mit einem Freundschaftsspiel gegen Sporting Lissabon (0:6) wiedereröffnet.